# Vivo di canzoni
Albums de Piccola Orchestra Avion Travel
La guerra vista dalla luna Cirano
Vivo di canzoni est un album du groupe Piccola Orchestra Avion Travel paru en 1997.

## Liste des titres de l'album
1. Dormi e sogna
2. Aria di te
3. Cuore gammatico
4. Abbassando
5. Storia d'amore
6. La famiglia
7. Scherzi d'affitto
8. L'amante improvviso
9. La conversazione
10. Il giocatore
11. Cosa sono le nuvole
12. L'atleta ritrovato
13. L'atlante
14. Dalle stazioni al mare